# Kenia na Letnich Igrzyskach Olimpijskich 2000
Kenię na Letnich Igrzyskach Olimpijskich 2000 reprezentowało 56 zawodników, 34 mężczyzn i 22 kobiety.

## Zdobyte medale
| Medal  | Zawodnik             | Dyscyplina    | Konkurencja                            |
| ------ | -------------------- | ------------- | -------------------------------------- |
| Złoto  | Noah Ngeny           | Lekkoatletyka | Bieg na 1500 m mężczyzn                |
| Złoto  | Reuben Kosgei        | Lekkoatletyka | Bieg na 3000 m z przeszkodami mężczyzn |
| Srebro | Paul Tergat          | Lekkoatletyka | Bieg na 10 000 m mężczyzn              |
| Srebro | Wilson Boit Kipketer | Lekkoatletyka | Bieg na 3000 m z przeszkodami mężczyzn |
| Srebro | Erick Wainaina       | Lekkoatletyka | Maraton mężczyzn                       |
| Brąz   | Bernard Lagat        | Lekkoatletyka | Bieg na 1500 m mężczyzn                |
| Brąz   | Joyce Chepchumba     | Lekkoatletyka | Maraton kobiet                         |